# Eugène Charabot
Trophime Eugène Charabot est un chimiste, industriel, parfumeur et homme politique français né le 14 juillet 1870 au Bar-sur-Loup (Alpes-Maritimes) et décédé le 19 janvier 1938 à Juan-les-Pins (Alpes-Maritimes).
Il a eu deux enfants. Paulette Charabot a épousé Eugène Donadeï.
Jacques mal voyant.

## Biographie
Eugène Charabot, fils de cultivateurs, suit des études successivement à Bar-sur-Loup, au collège de Grasse, au lycée de Nice et enfin au Lycée Louis-le-Grand  à Paris.

### Chimiste et Parfumeur
Après des études de chimiste, il travaille pour plusieurs parfumeurs de Grasse, avec une importante activité de recherche et de nombreuses publications. Il est professeur de chimie appliquées à l'école des hautes études commerciales de 1902 à 1926.
Eugène Charabot s'associe à la famille Hugues qui avait créé une société en 1799. Eugène Charabot donne son nom à l'usine en 1917. Barthélémy Sansoldi reconnu dans les huiles essentielles, acquiert la société Charabot en 1952, cette société existe toujours,.

### Carrière politique
Il est conseiller général du canton de Breil-sur-Roya de 1921 à 1937 et sénateur des Alpes-Maritimes de 1926 à 1937. Il s'inscrit au groupe de l'Union démocratique et radicale, et s'investit sur les questions financières et sur la marine marchande, dont il rapporte le budget. Il démissionne en 1937 pour raison de santé.

## Publications
- Les Parfums odorants chez la plante : (méthodes de dosage, d'extraction, d'identification) par Eugène Charabot. Paris : O. Doin et fils, 1912.
- Les Productions végétales des colonies françaises (Extrait du Rapport général sur l'Exposition coloniale de 1907) Paris, A. Challamel, 1908.
- Le Parfum chez la plante, par Eug. Charabot, ... [et] C.-L. Gatin ... Paris, O. Doin, 1908[4]. ()